# Ижевск (футбольный клуб)
«Ижевск» — российский футбольный клуб из одноимённого города, существовавший в 1936—2004 годах.

## Прежние названия
- 1936—1948, 1956—1998 — «Зенит»
- 1949—1955 — «Ижевский завод»
- 1998—2003 — «Динамо»
- 2004 — «Ижевск»

## История
В чемпионатах СССР участвовал в 1947—1949, 1956—1991 годах. Дважды занимал 3-е место в зональном турнире Первой лиги (Вторая группа, класс «Б») (1947, 1959). Победитель зонального турнира класса «Б» (Вторая лига) (1967). Также дважды занимал 2-е место (1986, 1988) и трижды — 3-е (1981, 1987, 1989) в зональных турнирах Второй лиги .
В первенстве России принимал участие в 1992—2004 годах. Лучшее достижение — 10-е место в зоне «Центр» первой лиги (1992). В 1994 году занял 3-е место в 6-й зоне третьей лиги.
Обладатель Кубка РСФСР для команд второй лиги 1988 года. Серебряный призёр чемпионата РСФСР (1955).
В советское время команду содержал оборонный завод Ижмаш. На стыке веков являлся фарм-клубом «Газовика-Газпрома».

## Главные тренеры
- Коршаков, Валентин Васильевич (1949)
- Рахмангулов, Салих (Виктор) Ульянович (1950—1955)
- Яблочкин, Алексей Николаевич (1956—1958)
- Золотухин, Иван Васильевич (1959—1961)
- Забелин, Геннадий Степанович (1962)
- Коробко, Михаил Филиппович (1963—1964)
- Каричев, Рамиз Исаевич (1965)
- Рахмангулов, Салих (Виктор) Ульянович (1966)
- Мокиенко, Пантелеймон Алексеевич (1966)
- Лавров, Виктор Васильевич (1967)
- Бехтенев, Валерий Борисович (1968 — август 1969)
- Цирик, Борис Яковлевич (август 1969 — 1970)
- Мосягин, Сергей Михайлович (1971 — июнь 1973)
- Костылев, Геннадий Иванович (1973—1975)
- Горшков, Николай Кузьмич (1976—1984)
- Иванов, Валерий Иванович (1985, по июль)
- Сальнов, Александр Васильевич (1985, с августа)
- Сальников, Валерий Александрович (1986—1993)
- Иванов, Валерий Иванович (1994)
- Маслов, Александр Константинович (1995—1996)
- Коротаев, Станислав Юрьевич (1997—2002)
- Холмогоров, Сергей Георгиевич (2002)
- Сальнов, Александр Васильевич (2003, до августа)
- Холмогоров, Сергей Георгиевич (август 2003 — апрель 2004)